# Мозес Даєр
Мозес Даєр (англ. Moses Dyer, нар. 21 березня 1997, Окленд) — новозеландський футболіст, нападник клубу «Валор».

## Клубна кар'єра
У дорослому футболі дебютував 2014 року виступами за команду «Вондерерс СК», в якій провів один сезон, взявши участь у 9 матчах чемпіонату Нової Зеландії, після чого два року грав за нижчоліговий «Онехунгаа Спортс».
2016 року уклав контракт з клубом «Істерн Сабарбс», у складі якого провів наступний рік своєї кар'єри гравця, зігравши 17 матчів чемпіонату Нової Зеландії, в яких забив 5 голів.
У середині 2017 року Дайєр підписав угоду з австралійським «Норткот Сіті», що виступав у другому дивізіоні чемпіонату штату Вікторія, але незабаром повернувся у «Істерн Сабарбс».
30 березня 2018 року Даєр перейшов у новостворений клуб «Манукау Юнайтед», що був заявлений до другого дивізіону Нової Зеландії, але вже влітку покинув батьківщину і 25 липня 2018 року підписав угоду з норвезьким клубом «Флуре», що виступав у другому за рівнем дивізіоні країни. У першому сезоні він провів сім матчів, забивши один гол, а команда понизилась у класі. У наступному сезоні Дайер провів дев'ятнадцять у третьому за рівнем дивізіоні країни, забивши шість голів, але не допоміг команді повернутись назад у до другого дивізіону.
З 14 лютого 2020 року Даєр підписав контракт з клубом канадської Прем'єр-ліги «Валор», ставши першим гравцем з Океанії у вищому дивізіоні Канади.

## Виступи за збірні
Залучався до складу молодіжної збірної Нової Зеландії, з якою був учасником молодіжних чемпіонатів світу 2015 та 2017 років, дійшовши на обох до стадії 1/8 фіналу. Всього на молодіжному рівні зіграв у 15 офіційних матчах, забив 3 голи.
Зі збірною Нової Зеландії U-23 зіграв на Тихоокеанських іграх 2015 року. Втім сам турнір виявився скандальним для новозеландців, які були дискваліфіковані після півфіналу через використання недозволеного футболіста, що коштувало місця в фіналі турніру, і, відповідно, можливості участі в Олімпійських іграх 2016 року.
31 березня 2015 року дебютував в офіційних матчах у складі національної збірної Нової Зеландії в товариській грі проти Південної Кореї (0:1), замінивши на 79 хвилині Марко Рохаса.
Наступного року у складі збірної був учасником кубка націй ОФК 2016 року у Папуа Новій Гвінеї, де зіграв у двох матчах і здобув з командою титул переможця турніру.

## Титули і досягнення
- Переможець Молодіжного чемпіонату ОФК: 2016
- Володар Кубка націй ОФК: 2016